# Charles Cardale Babington
Pour les articles homonymes, voir Babington.
Charles Cardale Babington est un botaniste britannique, né le 23 novembre 1808 à Ludlow et mort le 22 juillet 1895 à Cambridge.

## Biographie
Il est le fils de Joseph Babington et de Catherine née Whitter. Il fait ses études à St John's College de Cambridge et obtient son Bachelor of Arts en 1830 et son Master of Arts en 1833. Il obtient la chaire de botanique de l'université de Cambridge à l’université de Cambridge en 1861 et signe quelques publications sur les insectes. Il se marie avec Anna Maria Walker le 3 avril 1866.
Babington est membre de diverses sociétés savantes comme la Société de botanique d’Édimbourg, la Société linnéenne de Londres, la Société géologique de Londres, la Royal Society (1851) et participe, en 1833 à la fondation de la Société entomologique de Londres.
Il est notamment l’auteur du Manual of British Botany (1843) qui sera réédité pour la 9e fois en 1904 après sa mort, et dirige la publication des Annals and Magazine of Natural History à partir de 1842. Son herbier et sa bibliothèque sont conservés par l’université de Cambridge. Les Rosa de son herbier ont été étudiés par François Crépin.

## Principales publications
- 1839 : Primitiae Flora Sarnicae or, an Outline of the Flora of the Channel Islands of Jersey, Guernsey, Alderney, and Serk, London (UK), Longman & Co, iv+132 p.
- 1843 : Manual of British Botany
- 1860 : 	Flora of Cambridgeshire, London, John Van Voorst, iv + 327 p.
- 1869 : The British Rubi, London, John Van Voorst, 308 p.

## Sources
- Allen G. Debus (dir.) (1968). World Who’s Who in Science. A Biographical Dictionary of Notable Scientists from Antiquity to the Present. Marquis-Who’s Who (Chicago) : xvi + 1855 p.
- Anthony Musgrave (1932). Bibliography of Australian Entomology, 1775-1930, with biographical notes on authors and collectors, Royal Zoological Society of News South Wales (Sydney) : viii + 380.